# 17813 Alisonhuenger
17813 Alisonhuenger è un asteroide della fascia principale. Scoperto nel 1998, presenta un'orbita caratterizzata da un semiasse maggiore pari a 2,993386 UA e da un'eccentricità di 0,045983, inclinata di 10,104736° rispetto all'eclittica. Ha un diametro di 7,069 km.